# Amobarbital
L'amobarbital (conosciuto anche come amilobarbitone o amilato di sodio) è un farmaco con proprietà ipnotico-sedative derivato dai barbiturici.

## Storia
L'amobarbital fu sintetizzato per la prima volta in Germania nel 1923.

## Caratteristiche strutturali e fisiche e metabolismo
L'amobarbital si presenta come una polvere bianca e cristallina, inodore e dal sapore leggermente amaro. Dal punto di vista chimico ci troviamo di fronte a due catene (di cui una ramificata) alifatiche sature collegate ad un anello a sei atomi eterociclico, più precisamente un anello pirimidinico che presenta alle posizioni 2, 4 e 6 tre gruppi carbonile. L'amilato di sodio subisce sia l'idrossilazione per formare 3'-idrossiamobarbital e anche la N - glicossidazione per formare l'1-(β-D-glucopiranosil)amobarbital.

## Sintesi del composto
Come tutti i barbiturici, l'amobarbital è prodotto dalla reazione di derivati dell'acido malonico e dell'urea. In particolare, per produrre amobarbital è necessario fare reagire un estere malonico (in particolare l'estere α-etil-α-isoamil malonico) con l'urea (in presenza di etossido di sodio).

## Farmacologia
L'amobarbital è stato approvato ufficialmente come rimedio per:
- Ansia
- Insonnia
- Epilessia

Viene altresì utilizzato per il test di Wada (ISAP)

### Controindicazioni
Le seguenti sostanze non dovrebbero essere assunte in concomitanza con l'amobarbital:
- Alcool
- Caffeina
- Cloranfenicolo
- Clorpromazina
- Ciclofosfamide
- Ciclosporina
- Digitossina
- Doxorubicina
- Doxiciclina
- Metossiflurano
- Metronidazolo
- Chinina
- Teofillina
- Warfarina
- Benzodiazepine
- Antiepilettici
- Antistaminici
- Analgesici narcotici
- Steroidi, come il cortisone
- Antiipertensivi
- Antiaritmici